# Oldeborg
Oldeborg ist seit der Gemeindegebietsreform vom 1. Juli 1972 ein Ortsteil der Gemeinde Südbrookmerland im Landkreis Aurich in Ostfriesland.

## Lage und Gebiet
Oldeborg ist eine Streusiedlung. Sie liegt etwa 2,5 Kilometer nordnordöstlich von Georgsheil. Insgesamt bedeckt die Gemarkung eine Fläche von 24,03 Quadratkilometern, die auf Höhen von 0,5 bis 2,5 Metern über dem Meeresspiegel ansteigen. Oldeborg entstand größtenteils auf Plaggenesch-Böden, die von Podsol-Gley-Böden unterlagert sind.

## Geschichte
Der Dorfname Oldeborg (alte Burg) weist auf ein befestigtes Anwesen hin, das im 14. und 15. Jahrhundert Stammsitz der mächtigen Häuptlingsfamilie tom Brok war. Von hier aus dehnte die Familie ihre Macht über ganz Ostfriesland und die angrenzenden Gebiete in den heutigen Niederlanden aus.
Auch der ostfriesische Häuptling Keno tom Brok hatte auf der Oldeborg seinen Sitz. Sein Sohn Ocko dehnte seine Macht auf beinahe ganz Ostfriesland aus. Unter Häuptling Focko Ukena aus Leer verbündeten sich viele ostfriesische Häuptlinge gegen Ocko tom Brok und versuchten, die Macht der tom Brok zu zerstören. Am 28. Oktober 1427 kam es bei Oldeborg zur letzten Schlacht, die als Schlacht auf den Wilden Äckern in Ostfriesland berühmt wurde. Nach dieser Schlacht wurde die Burganlage geschleift und nicht wieder aufgebaut. Ein Gedenkstein am Ort der Schlacht weist heute auf das – für die ostfriesische Geschichte sehr bedeutsame – Ereignis hin.
Bereits 1938 wurden die früher selbständigen Landgemeinden Engerhafe, Fehnhusen, Oldeborg und Upende zu der größeren Gemeinde Oldeborg vereinigt, die zusammen etwa das Gebiet des mittelalterlichen Kirchspiels Engerhafe umfassten. Oldeborg führte als einzige Beitrittsgemeinde ein Wappen, dessen Adler sich im Wappen Südbrookmerlands wieder findet. Zum heutigen Ortsteil Oldeborg gehört ebenso der östliche Teil des Dorfes Upende-Victorbur.

## Entwicklung des Ortsnamens
Das Dorf wurde erstmals im Jahre 1415 als Oldenborch erwähnt. Die heutige Schreibweise ist seit 1719 geläufig. Der Name ist eine Zusammensetzung der mittelniederdeutschen Begriffe olt oder olde (= alt) und Borg (= Burg). Er steht für die Alte Burg der tom Brok, deren neue sich in Aurich befand.

## Politik
Oldeborg hatte im Jahre 2005 1550 Einwohner. Ortsvorsteher ist Andreas Bukowski (FWG). Von 1945 bis zur Kommunalreform 1972 waren in Oldeborg folgende Bürgermeister tätig:
- 1945 bis 1948: Wilm Meints
- 1948 bis 1961: Johann Leehrhoff
- 1961 bis 1972: Sieben Philipps

## Wappen
| Wappen der früheren Gemeinde Oldeborg | Blasonierung: „In Rot ein goldener (gelber) Adler mit drei auf dem Kopf und den Flügeln des Adlers aufliegenden goldenen (gelben) Kronen; im Oberwappen eine fünfzinnige rote Mauerkrone.“ |
| Wappen der früheren Gemeinde Oldeborg | Wappenbegründung: Das von Otto Korn entworfene Wappen wurde 1953 vom niedersächsischen Innenministerium genehmigt. Der Adler war das Wappentier der Häuptlinge tom Brook, welche im 14. und 15. Jahrhundert die Burg in Oldeborg als Herrschaftssitz bewohnten. Heute ist der Adler Bestandteil des Südbrookmerlander Wappens. |

## Söhne und Töchter des Ortes
- Siever-Johanna Meyer-Abich (1895–1981), Dichterin und Schriftstellerin[6]
- Mimke Berghaus (1899–1955), Jurist und Verwaltungsbeamter